# 土井家住宅

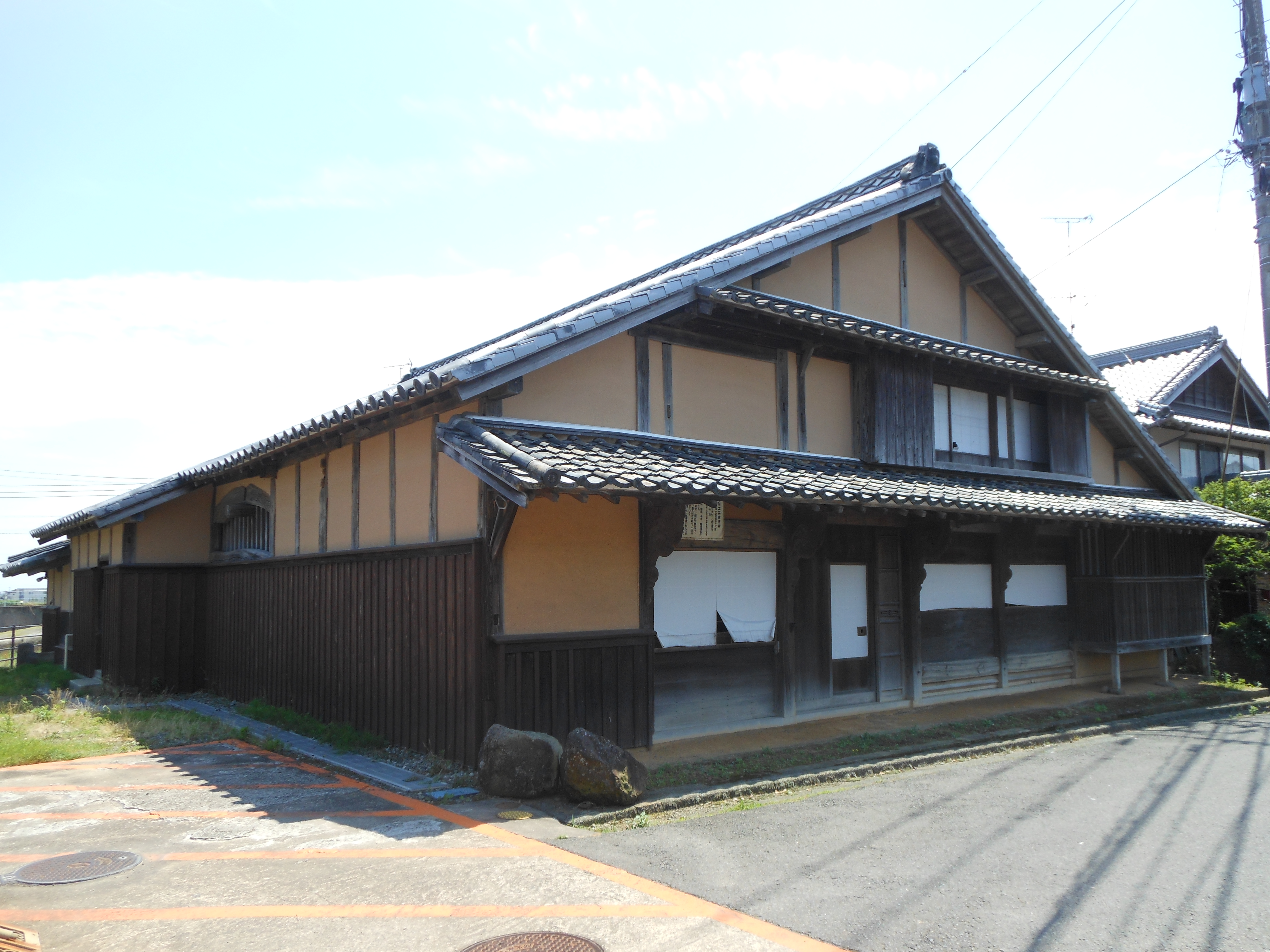
土井家住宅

土井家住宅（どいけじゅうたく）は、佐賀県杵島郡大町町大字大町上大町の旧長崎街道沿いにある歴史的な建築物。国の重要文化財（1974年（昭和49年）2月5日指定）である。

## 歴史
19世紀初頭から半ば（江戸末期）までに造り、酒屋として建立された。だが、明治初期に農家の土井家が所有するようになり現在に至る。

## 構造
妻入りの建物。外観は町家のようだが、敷地面積の半分が土間という造りで農家風のところもあり、この地方の大型町家の一形態であると推定される。

## 交通
- 福岡・佐賀方面より佐世保・早岐行き普通列車乗車後、大町駅下車。長崎・佐世保方面からは、鳥栖方面行き普通列車に乗車後同駅で下車（長崎本線からの大村線を経由しない普通列車は江北駅で乗り換える必要がある）。
- JR九州佐世保線大町駅よりタクシーで約5分。駅前バス停で祐徳バス 山口駅・佐賀駅バスセンター行きに乗車後『大町学校前』バス停から徒歩約3分。

## 周辺
- 国道34号
- 大町東郵便局
- ソウケ市（当住宅がある旧長崎街道沿いで開催される）
- 大町町立小中一貫校大町ひじり学園
- 大町町役場
- 佐賀県立杵島商業高等学校
- JR九州佐世保線 大町駅
- JR九州長崎本線・佐世保線 江北駅

座標: 北緯33度12分49.6秒 東経130度7分21.6秒 / 北緯33.213778度 東経130.122667度